# Theodore Rosengarten
Theodore Rosengarten  (* 17. Dezember 1944 in Brooklyn, New York City) ist ein US-amerikanischer Historiker.

## Leben
Theodore Rosengarten studierte am Amherst College, wo er 1966 graduierte. Er wurde an der Harvard University mit einer Dissertation über Ned Cobb (1885–1973) promoviert, einem Pächter und Sohn eines ehemaligen Sklaven in der Jim-Crow-Ära der Landwirtschaft in den Südstaaten der USA. Dessen mit den Methoden der Oral History auf Tonband gesammelten 120 Stunden Erinnerungen legte Rosengarten in dem historischen Roman All God’s Dangers: The Life of Nate Shaw nieder, der 1975 einen National Book Award in der Kategorie „Contemporary Affairs“ erhielt. Die Literaturbeilagen der New York Times und der Washington Post brachten Titelgeschichten über das Buch. 1989 wurde das Buch im Lamb’s Theatre in New York City auf die Bühne gebracht. Der Kritiker Dwight Garner erinnerte am 19. April 2014 auf der Titelseite des Kulturteils der New York Times an das Erscheinen des Buches, was dazu führte, das Buch erneut auf die aktuelle Bestsellerliste zu heben.
Rosengarten arbeitete als Lehrer und freier Schriftsteller. Er erhielt 1989 eine MacArthur Fellowship. Rosengarten wohnt in McClellanville, South Carolina.

## Schriften (Auswahl)
- All God’s Dangers: The Life of Nate Shaw, Knopf, 1974, ISBN 978-0-394-49084-7
- mit Thomas Benjamin Chaplin in: Susan W. Walker (Hrsg.): Tombee: Portrait of a Cotton Planter. Morrow, 1986, ISBN 978-0-688-05412-0
- mit John McWilliams: Land of Deepest Shade: Photographs of the South. High Museum of Art, 1989, ISBN 978-0-89381-392-5
- mit Dale Rosengarten (Hrsg.): A Portion of the People: Three Hundred Years of Southern Jewish Life. University of South Carolina Press, 2002, ISBN 978-1-57003-445-9
- mit Dale Rosengarten, Enid Schildkrout, Judith Ann Carney: Grass Roots: African Origins of an American Art. Museum for African Art, 2008, ISBN 978-0-945802-50-1